# クリス・ハワース
クリストファー（クリス）・ハワース（Christopher "Chris" Howarth, 1960年12月25日 - ）は、イギリスの元フィギュアスケーター(男子シングル)。

## 経歴
1980年のイギリスフィギュアスケート選手権のチャンピオン。また、同年に開催されたレークプラシッドオリンピック15位。 
現在、ユーロスポーツの解説者。イリノイ州バーノントヒルのGlacier Ice Arenaのスケートコーチ及びアシスタントゼネラルマネージャー。また、オランダスケートアソシエーションに勤務。

## 主な戦績
| 大会             | 1978-79 | 1979-80 | 1980-81 |
| ---------------- | ------- | ------- | ------- |
| オリンピック     |         | 15      |         |
| 世界選手権       | 20      |         | 17      |
| 欧州選手権       | 15      | 15      | 11      |
| イギリス選手権   |         |         | 1       |
| シェーファー記念 |         | 2       |         |